# Mimetoidea
Mimetoidea es una superfamilia de arañas araneomorfas,constituida por dos familias de arañas con ocho ojos:
- Malkaridae: 4 géneros y 11 especies.
- Mimetidae: 13 géneros y 156 especies.